# Chile a 2016. évi nyári olimpiai játékokon
Chile a brazíliai Rio de Janeiróban megrendezett 2016. évi nyári olimpiai játékok egyik részt vevő nemzete volt. Az országot az olimpián 16 sportágban 42 sportoló képviselte, akik érmet nem szereztek.

## Atlétika
Férfi
| Versenyző      | Versenyszám     | Döntő    | Döntő    |
| Versenyző      | Versenyszám     | Idő      | Helyezés |
| -------------- | --------------- | -------- | -------- |
| Víctor Aravena | Maraton         | 2:17:49  | 42.      |
| Daniel Estrada | Maraton         | 2:25:33  | 98.      |
| Enzo Yáñez     | Maraton         | 2:27:47  | 108.     |
| Yerko Araya    | 20 km gyaloglás | 1:22:23  | 25.      |
| Edward Araya   | 50 km gyaloglás | kizárták | kizárták |

Női
| Versenyző       | Versenyszám | Előfutam | Előfutam | Előfutam | Elődöntő | Elődöntő | Elődöntő | Döntő   | Döntő    |
| Versenyző       | Versenyszám | Idő      | Hely.    | Össz.    | Idő      | Hely.    | Össz.    | Idő     | Helyezés |
| --------------- | ----------- | -------- | -------- | -------- | -------- | -------- | -------- | ------- | -------- |
| Isidora Jiménez | 200 m       | 23,29    | 5.       | 41.*     | kiesett  | kiesett  | kiesett  | kiesett | kiesett  |
| Érika Oliveira  | Maraton     |          |          |          |          |          |          | 2:50:29 | 105.     |
| Natalia Romero  | Maraton     |          |          |          |          |          |          | 3:01:29 | 123.     |

| Versenyző      | Versenyszám   | Selejtező | Selejtező | Döntő    | Döntő    |
| Versenyző      | Versenyszám   | Eredmény  | Helyezés  | Eredmény | Helyezés |
| -------------- | ------------- | --------- | --------- | -------- | -------- |
| Natalia Ducó   | Súlylökés     | 18,18 m   | 9.        | 18,07 m  | 10.      |
| Karen Gallardo | Diszkoszvetés | 57,81 m   | 18.       | kiesett  | kiesett  |

* - egy másik versenyzővel azonos eredményt ért el

## Cselgáncs
Férfi
| Versenyző      | Versenyszám | Selejtező                            | 32-es főtábla                                      | Nyolcaddöntő      | Negyeddöntő       | Elődöntő          | Vigaszág elődöntő | Bronz- mérkőzés   | Döntő             | Helyezés |
| Versenyző      | Versenyszám | Ellenfél Eredmény                    | Ellenfél Eredmény                                  | Ellenfél Eredmény | Ellenfél Eredmény | Ellenfél Eredmény | Ellenfél Eredmény | Ellenfél Eredmény | Ellenfél Eredmény | Helyezés |
| -------------- | ----------- | ------------------------------------ | -------------------------------------------------- | ----------------- | ----------------- | ----------------- | ----------------- | ----------------- | ----------------- | -------- |
| Thomas Briceño | Középsúly   | Ibrahim Khalaf (JOR) · 011(0)-000(3) | Kvak Tonghan (Gwak Dong-han) (KOR) · 000(2)–100(0) | kiesett           | kiesett           | kiesett           |                   |                   |                   | 17.      |

## Evezés
Férfi
| Versenyző                         | Versenyszám              | Előfutam | Előfutam | Vigaszág | Vigaszág | Elődöntő | Elődöntő | Elődöntő | Döntő | Döntő   | Döntő | Helyezés |
| Versenyző                         | Versenyszám              | Idő      | Hely.    | Idő      | Hely.    | Típus    | Idő      | Hely.    | Típus | Idő     | Hely. | Helyezés |
| --------------------------------- | ------------------------ | -------- | -------- | -------- | -------- | -------- | -------- | -------- | ----- | ------- | ----- | -------- |
| Felipe Cárdenas Bernardo Guerrero | Könnyűsúlyú kétpárevezős | 6:38,95  | 3.       | 7:11,38  | 4.       | C/D      | 7:24,71  | 3.       | C     | 6:47,67 | 5.    | 17.      |

Női
| Versenyző                  | Versenyszám              | Előfutam | Előfutam | Vigaszág | Vigaszág | Elődöntő | Elődöntő | Elődöntő | Döntő | Döntő   | Döntő | Helyezés |
| Versenyző                  | Versenyszám              | Idő      | Hely.    | Idő      | Hely.    | Típus    | Idő      | Hely.    | Típus | Idő     | Hely. | Helyezés |
| -------------------------- | ------------------------ | -------- | -------- | -------- | -------- | -------- | -------- | -------- | ----- | ------- | ----- | -------- |
| Josefa Vila Melita Abraham | Könnyűsúlyú kétpárevezős | 7:20,63  | 4.       | 8:11,97  | 4.       | C/D      | 8:20,26  | 3.       | C     | 7:46,99 | 5.    | 17.      |

## Golf
| Versenyző      | Versenyszám  | 1. forduló | 1. forduló | 2. forduló | 2. forduló | 3. forduló | 3. forduló | 4. forduló | 4. forduló | Összesen | Összesen | Összesen |
| Versenyző      | Versenyszám  | Pont       | Par        | Pont       | Par        | Pont       | Par        | Pont       | Par        | Pontszám | Par      | Helyezés |
| -------------- | ------------ | ---------- | ---------- | ---------- | ---------- | ---------- | ---------- | ---------- | ---------- | -------- | -------- | -------- |
| Felipe Aguilar | Férfi egyéni | 71         | 0          | 71         | 0          | 75         | +4         | 68         | −3         | 285      | +1       | 39.      |

## Íjászat
Férfi
| Versenyző    | Versenyszám | Selejtező | Selejtező | 64-es főtábla                   | 32-es főtábla                      | Nyolcaddöntő                      | Negyeddöntő       | Elődöntő          | Döntő             | Helyezés |
| Versenyző    | Versenyszám | Pont      | Kiemelés  | Ellenfél Eredmény               | Ellenfél Eredmény                  | Ellenfél Eredmény                 | Ellenfél Eredmény | Ellenfél Eredmény | Ellenfél Eredmény | Helyezés |
| ------------ | ----------- | --------- | --------- | ------------------------------- | ---------------------------------- | --------------------------------- | ----------------- | ----------------- | ----------------- | -------- |
| Ricardo Soto | Egyéni      | 675       | 13.       | Anton Prilepov (BLR)(52.) · 6-5 | Bernardo Oliveira (BRA)(45.) · 7-1 | Sjef van den Berg (NED)(4.) · 5-6 | kiesett           | kiesett           | kiesett           | 9.       |

## Kerékpározás

### Országúti kerékpározás
Férfi
| Versenyző           | Versenyszám   | Idő           | Helyezés      |
| ------------------- | ------------- | ------------- | ------------- |
| José Luis Rodríguez | Mezőnyverseny | nem ért célba | nem ért célba |

Női
| Versenyző   | Versenyszám   | Idő           | Helyezés      |
| ----------- | ------------- | ------------- | ------------- |
| Paola Muñoz | Mezőnyverseny | nem ért célba | nem ért célba |

## Lovaglás
Lovastusa
| Versenyző    | Ló    | Versenyszám | Díjlovaglás | Díjlovaglás | Tereplovaglás | Tereplovaglás | Tereplovaglás | Díjugratás | Díjugratás  | Díjugratás | Díjugratás | Végeredmény | Végeredmény |
| Versenyző    | Ló    | Versenyszám | Díjlovaglás | Díjlovaglás | Tereplovaglás | Tereplovaglás | Tereplovaglás | Selejtező  | Selejtező   | Selejtező  | Döntő      | Végeredmény | Végeredmény |
| Versenyző    | Ló    | Versenyszám | Bünt.       | Hely.       | Bünt.         | Bünt. össz.   | Hely.         | Bünt.      | Bünt. össz. | Hely.      | Bünt.      | Bünt.       | Helyezés    |
| ------------ | ----- | ----------- | ----------- | ----------- | ------------- | ------------- | ------------- | ---------- | ----------- | ---------- | ---------- | ----------- | ----------- |
| Carlos Lobos | Ranco | Egyéni      | 49,3        | 40.         | 42,8          | 92,1          | 30.           | 4,0        | 96,1        | 29.        | kiesett    | 96,1        | 29.         |

## Röplabda

### Strandröplabda

#### Férfi
| Versenyző                     | Csoportkör | Csoportkör | 16 közé jutásért  | Nyolcaddöntő      | Negyeddöntő       | Elődöntő          | Döntő             | Helyezés |
| Versenyző                     | Ellenfél Eredmény | Hely.      | Ellenfél Eredmény | Ellenfél Eredmény | Ellenfél Eredmény | Ellenfél Eredmény | Ellenfél Eredmény | Helyezés |
| ----------------------------- | --- | ---------- | ----------------- | ----------------- | ----------------- | ----------------- | ----------------- | -------- |
| Esteban Grimalt Marco Grimalt | E csoport · Hollandia (NED) · Reinder Nummerdor · Christiaan Varenhorst · 16–21, 13–21 · Oroszország (RUS) · Vjacseszlav Kraszilnyikov · Konsztantyin Szemjonov · 17–21, 14–21 · Lengyelország (POL) · Grzegorz Fijałek · Mariusz Prudel · 13–21, 21–16, 9–15 | 4.         | kiesett           | kiesett           | kiesett           | kiesett           | kiesett           | 19.      |

## Sportlövészet
Női
| Versenyző          | Versenyszám | Selejtező | Selejtező | Elődöntő | Elődöntő | Döntő   | Döntő    |
| Versenyző          | Versenyszám | Pont      | Helyezés  | Pont     | Helyezés | Pont    | Helyezés |
| ------------------ | ----------- | --------- | --------- | -------- | -------- | ------- | -------- |
| Francisca Crovetto | Skeet       | 62        | 19.       | kiesett  | kiesett  | kiesett | kiesett  |

## Súlyemelés
Férfi
| Versenyző    | Versenyszám | Szakítás | Szakítás | Lökés    | Lökés    | Összesen | Helyezés |
| Versenyző    | Versenyszám | Eredmény | Helyezés | Eredmény | Helyezés | Összesen | Helyezés |
| ------------ | ----------- | -------- | -------- | -------- | -------- | -------- | -------- |
| Julio Acosta | 62 kg       | 120      | 11.      | 146      | 11.      | 266      | 11.      |

Női
| Versenyző    | Versenyszám | Szakítás | Szakítás | Lökés    | Lökés    | Összesen | Helyezés |
| Versenyző    | Versenyszám | Eredmény | Helyezés | Eredmény | Helyezés | Összesen | Helyezés |
| ------------ | ----------- | -------- | -------- | -------- | -------- | -------- | -------- |
| María Valdés | 75 kg       | 107      | 7.       | 135      | 7.       | 242      | 7.       |

## Taekwondo
Férfi
| Versenyző       | Versenyszám | Nyolcaddöntő                | Negyeddöntő       | Elődöntő          | Vigaszág elődöntő | Bronz- mérkőzés   | Döntő             | Helyezés |
| Versenyző       | Versenyszám | Ellenfél Eredmény           | Ellenfél Eredmény | Ellenfél Eredmény | Ellenfél Eredmény | Ellenfél Eredmény | Ellenfél Eredmény | Helyezés |
| --------------- | ----------- | --------------------------- | ----------------- | ----------------- | ----------------- | ----------------- | ----------------- | -------- |
| Ignacio Morales | Pehelysúly  | Servet Tazegül (TUR) · 1-14 | kiesett           | kiesett           |                   |                   |                   | 11.      |

## Tenisz
Férfi
| Versenyző                    | Versenyszám | 32-es főtábla                                                 | Nyolcaddöntő      | Negyeddöntő       | Elődöntő          | Bronz- mérkőzés   | Döntő             | Helyezés |
| Versenyző                    | Versenyszám | Ellenfél Eredmény                                             | Ellenfél Eredmény | Ellenfél Eredmény | Ellenfél Eredmény | Ellenfél Eredmény | Ellenfél Eredmény | Helyezés |
| ---------------------------- | ----------- | ------------------------------------------------------------- | ----------------- | ----------------- | ----------------- | ----------------- | ----------------- | -------- |
| Julio Peralta Hans Podlipnik | Páros       | Egyesült Államok (USA) · Steve Johnson · Jack Sock · 2-6, 2-6 | kiesett           | kiesett           | kiesett           | kiesett           | kiesett           | 17.      |

## Torna
Férfi
| Versenyző        | Versenyszám | Selejtező | Selejtező | Döntő    | Döntő    |
| Versenyző        | Versenyszám | Pontszám  | Helyezés  | Pontszám | Helyezés |
| ---------------- | ----------- | --------- | --------- | -------- | -------- |
| Enrique González | Talaj       | 15,066    | 14.       | kiesett  | kiesett  |
| Enrique González | Ugrás       | 15,149    | 8.        | 15,137   | 7.       |

Női
| Versenyző     | Versenyszám      | Selejtező | Selejtező | Döntő    | Döntő    |
| Versenyző     | Versenyszám      | Pontszám  | Helyezés  | Pontszám | Helyezés |
| ------------- | ---------------- | --------- | --------- | -------- | -------- |
| Simona Castro | Talaj            | 11,833    | 77.       | kiesett  | kiesett  |
| Simona Castro | Felemás korlát   | 12,833    | 63.       | kiesett  | kiesett  |
| Simona Castro | Gerenda          | 13,000    | 60.       | kiesett  | kiesett  |
| Simona Castro | Egyéni összetett | 51,399    | 52.       | kiesett  | kiesett  |

## Triatlon
| Versenyző       | Versenyszám | 1,5 km úszás | Depózás 1 | 40 km kerékpározás | Depózás 2 | 10 km futás | Összesítés | Összesítés |
| Versenyző       | Versenyszám | Idő          | Idő       | Idő                | Idő       | Idő         | Idő        | Helyezés   |
| --------------- | ----------- | ------------ | --------- | ------------------ | --------- | ----------- | ---------- | ---------- |
| Bárbara Riveros | Női         | 19:13        | 0:52      | 1:01:24            | 0:39      | 35:21       | 1:57:29    | 5.         |

## Úszás
Férfi
| Versenyző    | Versenyszám  | Előfutam | Előfutam | Előfutam | Döntő   | Döntő    |
| Versenyző    | Versenyszám  | Idő      | Hely.    | Össz.    | Idő     | Helyezés |
| ------------ | ------------ | -------- | -------- | -------- | ------- | -------- |
| Felipe Tapia | 1500 m gyors | 16:02,44 | 6.       | 45.      | kiesett | kiesett  |

Női
| Versenyző       | Versenyszám | Előfutam | Előfutam | Előfutam | Döntő   | Döntő    |
| Versenyző       | Versenyszám | Idő      | Hely.    | Össz.    | Idő     | Helyezés |
| --------------- | ----------- | -------- | -------- | -------- | ------- | -------- |
| Kristel Köbrich | 400 m gyors | 4:16,07  | 4.       | 24.      | kiesett | kiesett  |
| Kristel Köbrich | 800 m gyors | 8:34,34  | 5.       | 17.      | kiesett | kiesett  |

## Vitorlázás
Férfi
| Versenyző                        | Versenyszám    | Futam | Futam | Futam | Futam | Futam | Futam | Futam | Futam | Futam | Futam | Futam | Futam | Futam   | Pontszám | Helyezés |
| Versenyző                        | Versenyszám    | 1     | 2     | 3     | 4     | 5     | 6     | 7     | 8     | 9     | 10    | 11    | 12    | É       | Pontszám | Helyezés |
| -------------------------------- | -------------- | ----- | ----- | ----- | ----- | ----- | ----- | ----- | ----- | ----- | ----- | ----- | ----- | ------- | -------- | -------- |
| Matías del Solar                 | Laser          | 22    | (35)  | 22    | 32    | 35    | 24    | 34    | 33    | 24    | 12    |       |       | kiesett | 238      | 30.      |
| Andrés Ducasse Francisco Ducasse | 470-es osztály | 24    | 22    | 24    | 20    | 18    | 4     | 23    | (25)  | 23    | 12    |       |       | kiesett | 171      | 24.      |
| Benjamín Grez Cristóbal Grez     | 49er osztály   | 12    | 18    | 15    | 19    | 18    | (21)  | 7     | 20    | 21    | 14    | 12    | 15    | kiesett | 171      | 20.      |

Női
| Versenyző                      | Versenyszám    | Futam | Futam | Futam | Futam | Futam | Futam | Futam | Futam | Futam | Futam | Futam | Futam | Futam   | Pontszám | Helyezés |
| Versenyző                      | Versenyszám    | 1     | 2     | 3     | 4     | 5     | 6     | 7     | 8     | 9     | 10    | 11    | 12    | É       | Pontszám | Helyezés |
| ------------------------------ | -------------- | ----- | ----- | ----- | ----- | ----- | ----- | ----- | ----- | ----- | ----- | ----- | ----- | ------- | -------- | -------- |
| Nadja Horwitz Sofia Middleton  | 470-es osztály | 9     | 11    | (18)  | 16    | 10    | 2     | 10    | 10    | 14    | 15    |       |       | kiesett | 97       | 11.      |
| Arantza Gumucio Begoña Gumucio | 49erFX osztály | 16    | 14    | 18    | 14    | 15    | (19)  | 12    | 14    | 17    | 17    | 15    | 16    | kiesett | 168      | 18.      |